# Église de l'Adoration-Perpétuelle de Florence
L'église de l'Adoration-Perpétuelle est un lieu de culte catholique à Florence. 

## Histoire et description
Comme le couvent attenant, fondé par Teresa « Maria della Croce  » Manetti (1846-1910), elle appartient à l'Institut carmélite thérien et a été construite entre 1900 et 1902 avec des subventions du Marquis Antinori par Giovanni Paciarelli dans un style classique inspiré du quattrocento, dans la zone où se trouvaient les jardins du monastère de Sant'Anna al Prato. 
C'est le siège du Généralat et du Noviciat, tandis que la Maison Mère est située à Campi Bisenzio, le lieu de naissance du fondateur qui a été béatifié en 1986. Les religieuses ont formé l'Association des gardes d'honneur du Saint-Sacrement et s'occupent de l'éducation des enfants.

## Autres images

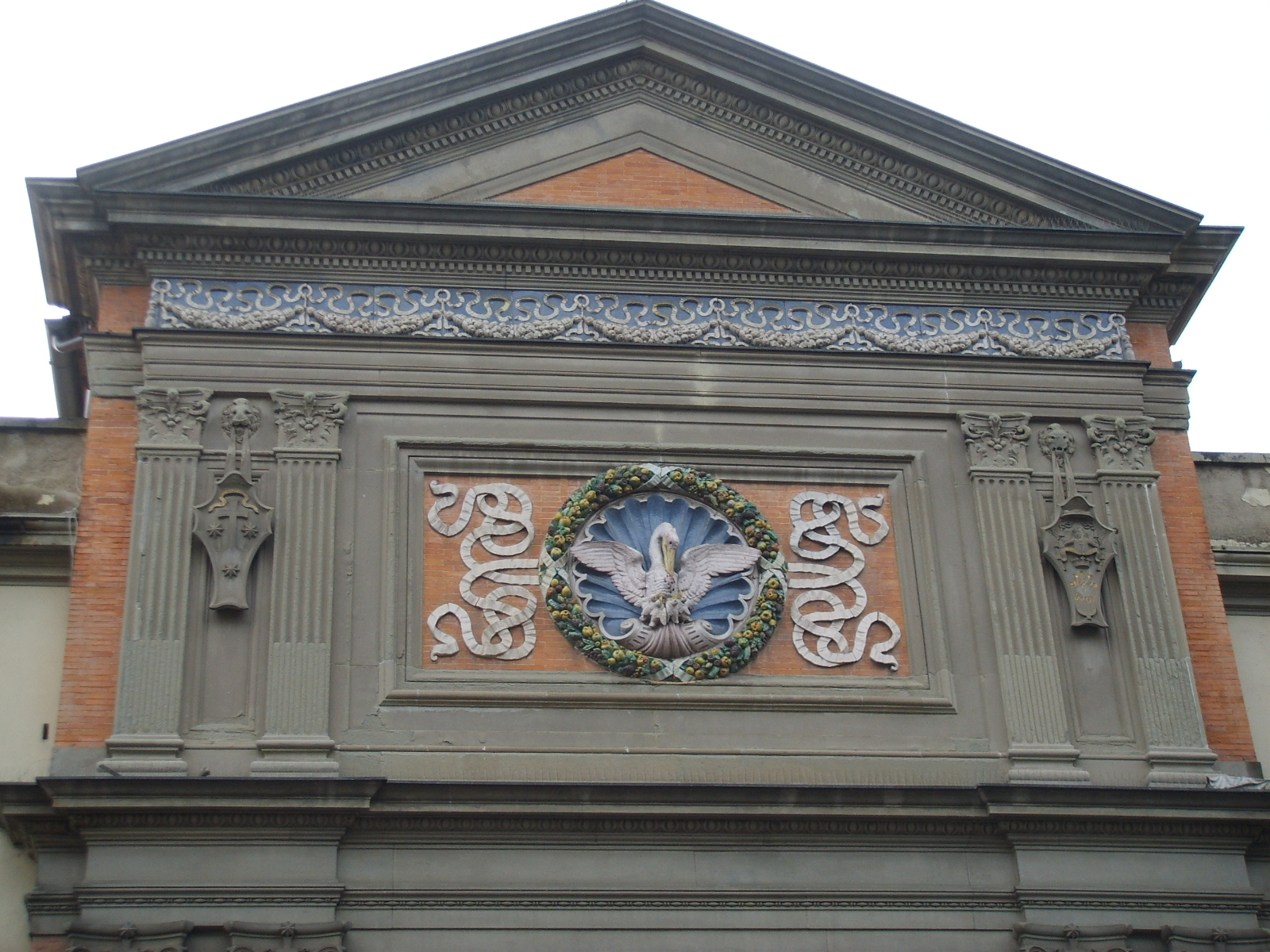
Fronton
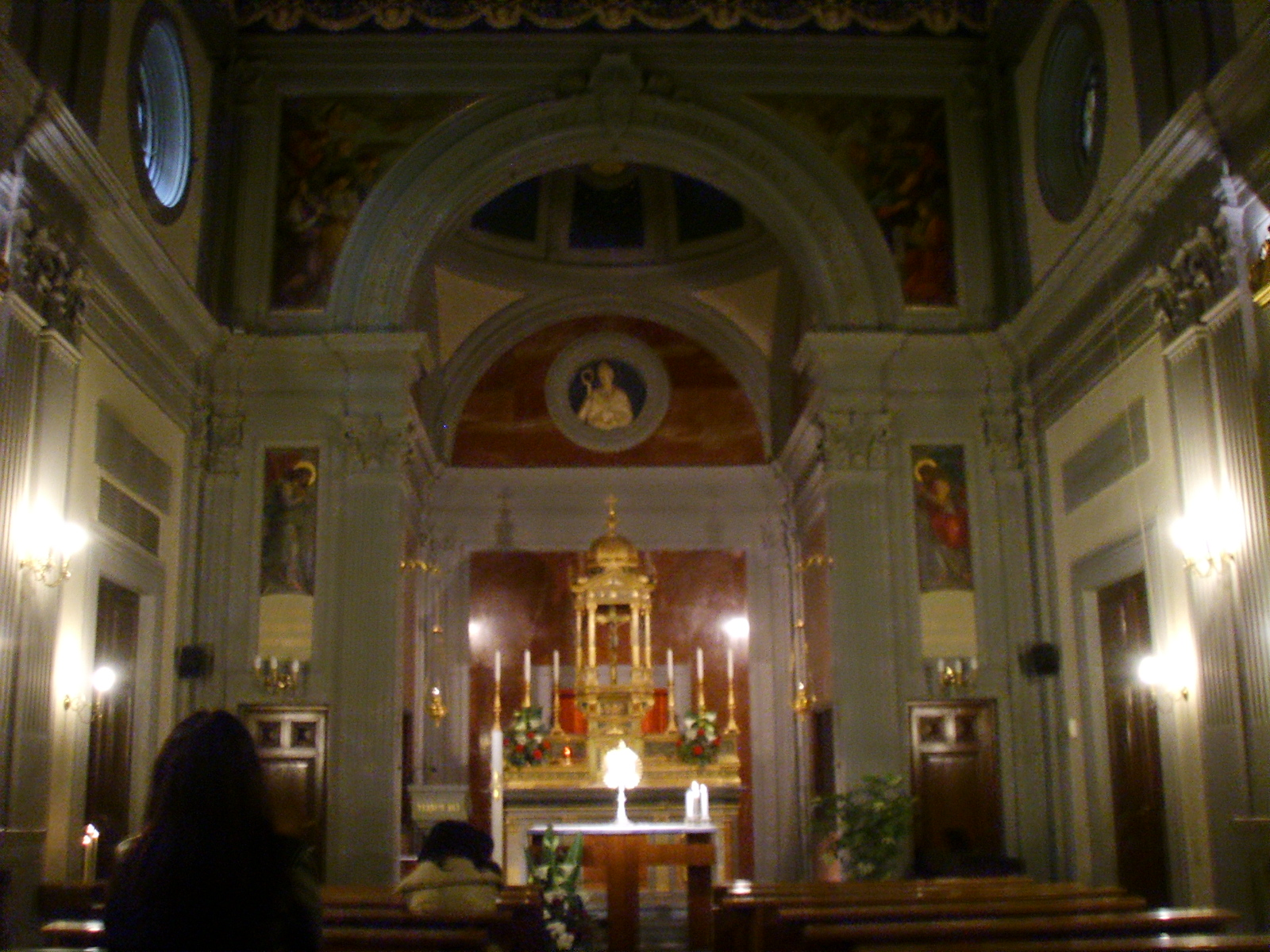
Intérieur
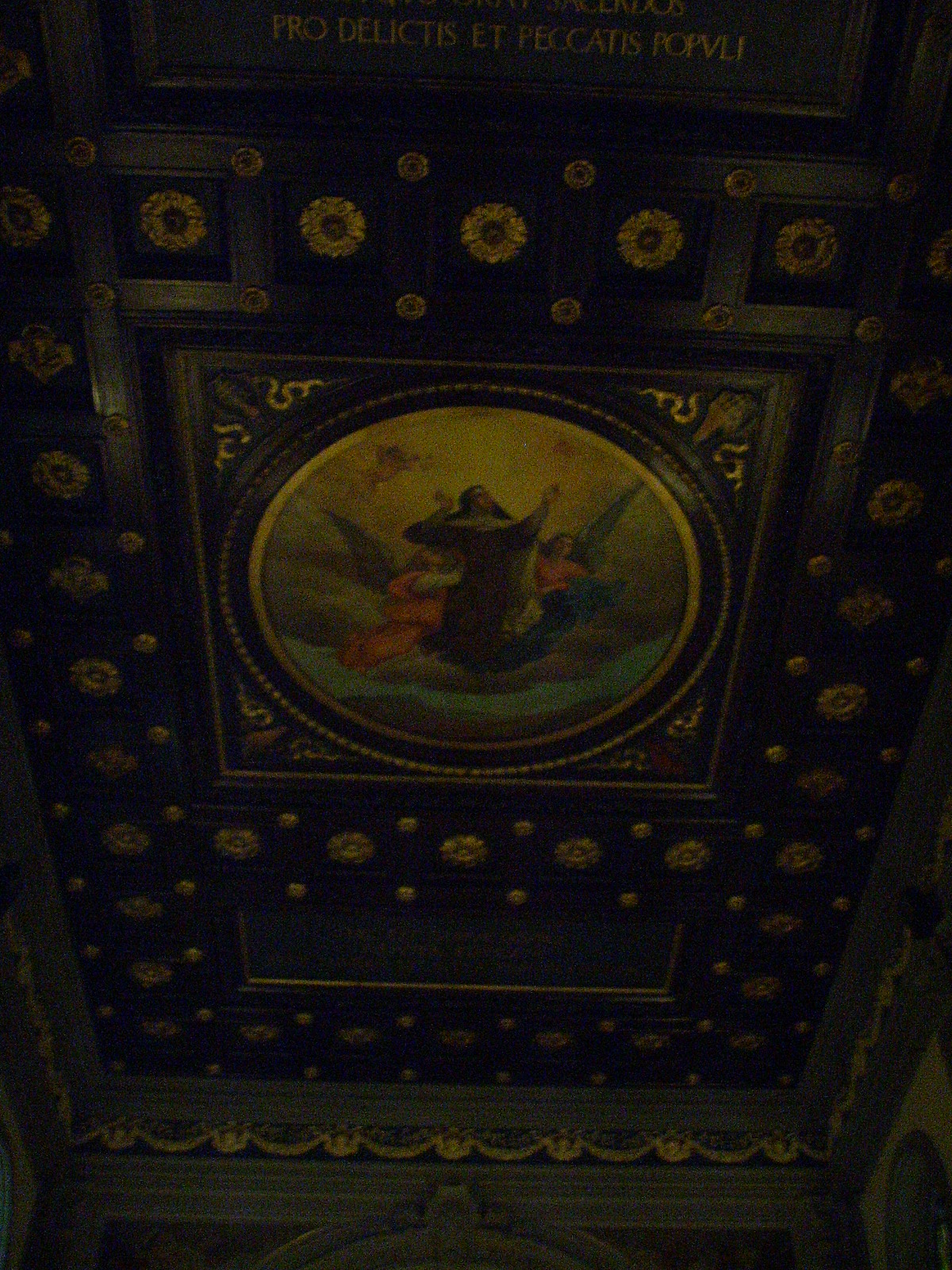
Plafond